# بازاکرتیه
بازاکِرِتیِه (به مجاری: Bázakerettye) یک منطقهٔ مسکونی در مجارستان است که در زالا واقع شده‌است.